# مروان شحی
مروان یوسف محمد رشید لکراب الشحی (عربی: مروان يوسف محمد رشيد لكراب الشحي؛ ۹ مهٔ ۱۹۷۸ – ۱۱ سپتامبر ۲۰۰۱)؛ تروریست وابسته به القاعده اهل امارات متحده عربی بود. وی به عنوان هواپیماربا-خلبان سرنشین پرواز ۱۷۵ شرکت هواپیمایی یونایتد ایرلاینز بود و به عنوان بخشی از حملات ۱۱ سپتامبر، هواپیمای بوئینگ ۷۶۷ را به برج جنوبی مرکز تجارت جهانی کوبید. او یکی از پنج سرنشین این هواپیما و یکی از دو اماراتی بود که در این حملات شرکت کردند. دیگری فایز بنی‌حماد بود که به ربودن همان هواپیما کمک کرد.
الشحی دانشجوی امارات متحده عربی بود که در سال ۱۹۹۶ به آلمان نقل مکان کرد و خیلی زود با محمد عطا، زیاد جراح و رمزی بن الشیبه، دوست صمیمی شد و باهم هستهٔ هامبورگ را تشکیل دادند.